# Brian Robertson
Brian David Robertson (* 12. února 1956 Clarkston, Skotsko) je skotský rockový kytarista. V letech 1974–1978 byl členem skupiny Thin Lizzy, v letech 1978–1981 hrál v Wild Horses a v letech 1982–1983 v Motörhead. Hrál také například na albu Darkness Darkness Erica Burdona. V roce 2011 vydal své první sólové studiové album Diamonds and Dirt.